# Mowsley
Mowsley is een civil parish in het bestuurlijke gebied Harborough, in het Engelse graafschap Leicestershire met 302 inwoners.